# 南部非洲沿海鳥類保育基金會
南部非洲沿海鳥類保育基金會（英語：Southern African Foundation for the Conservation of Coastal Birds，縮寫SANCCOB）是一個致力於保護海鳥的機構。該機構是唯一在南非獸醫委員會註冊的海鳥保護組織。

## 概述
南部非洲沿海鳥類保育基金會保護南部非洲的海鳥，尤其是瀕危物種。
南部非洲沿海鳥類保育基金會成立於1968年11月，旨在因應分布於南非海岸之企鵝受到船隻漏油事件而遭到油汙染的個體數量增加之情況。在1969年至1993年期間，南部非洲沿海鳥類保育基金會每年接收200至2000隻鳥類，幾乎所有鳥類都是斑嘴環企鵝。自1983年以來，南部非洲沿海鳥類保育基金會已經處理了超過35000隻受到油汙染之企鵝。從1990年至2005年，每年平均有750隻企鵝因受到油汙染而被SANCCOB接納。自成立以來，SANCCOB總共處理了超過85000隻海鳥。.